# جيسون سميث (أيرلندي)
جيسون سميث  (من مواليد 4 يوليو 1987) هو لاعب رياضي أيرلندي بارالمبي، عداء سباق سريع. يتنافس في تصنيف الرياضة لذوي الإعاقة T13 لأنه كفيف قانونياً، حيث تتأثر رؤيته المركزية بمرض ستارغاردت  كما يتنافس أيضاً في المسابقات غير البارالمبية المتميزة. اعتبارًا من July 2014  يحمل سميث الرقم القياسي العالمي T13 في سباقات 100 متر و200 متر.
أختيره لتمثيل أيرلندا الشمالية في دورة ألعاب الكومنولث 2014. أدى تدهور بصره إلى إعادة تعيينه إلى تصنيف T12 في عام 2014، ولكن إعيد تصنيفه لاحقًا إلى T13 في عام 2015.

## حياة مهنية
فاز بميداليتين ذهبيتين لأيرلندا في دورة الألعاب البارالمبية الصيفية 2008 محققًا ارقاماً قياسية في سباق 100 متر رجال T13 وسباق 200 متر رجال T13، مما دفع بعض مصادر الأخبار الأيرلندية إلى مقارنة إنجازه بإنجاز يوسين بولت، الذي حقق إنجازاً مماثلاً في دورة الألعاب الأولمبية الصيفية 2008. في عام 2015، قارنه موقع اللجنة البارالمبية الدولية أيضًا ببولت. كما إجرأت مقارنات مع بولت من قبل بعض مصادر الأخبار غير الأيرلندية مثل CNN.
حقق سميث تاريخاً باعتباره أول رياضي بارالمبي يتنافس في بطولة أوروبية مفتوحة، حيث تأهل إلى الدور نصف النهائي في سباق 100 متر. ركض سميث 10.43 ثانية، واحتل المركز الرابع في جولته. لقد فاته التأهل إلى النهائي بعد حصوله على المركز الرابع في الدور نصف النهائي بزمن قدره 10.47 ثانية. إختير سميث لتمثيل أيرلندا الشمالية في دورة ألعاب الكومنولث 2010 التي اقيمت في دلهي، لكنه اضطر إلى الانسحاب من الفريق بسبب إصابة في الظهر.
فاز بالميدالية البرونزية مع فريق التتابع الأيرلندي في سباق التتابع 4×100 متر في بطولة أوروبا للفرق عام 2011.
كان سميث يأمل في المشاركة في كل من الألعاب البارالمبية والألعاب الأولمبية في عام 2012. بالرغم من أنه ركض 10.22 ثانية في سباق 100 متراً في مايو 2011 إلا أن هذا كان أقل بـ 0.04 ثانية من الوقت المطلوب لتأمين مكان في الألعاب الأولمبية.
في دورة الألعاب البارالمبية الصيفية 2012، فاز سميث بالسباق الأول من نهائي 100 متر محطماً الرقم القياسي العالمي في زمن قدره 10.54 ثانية قبل أن يحطم الرقم القياسي مرة أخرى في النهائي حيث دافع عن لقبهُ البارالمبي في زمن قدره 10.46 ثانية. ايضاً صُنف هذه المباراة النهائية باعتبارها أسرع سباق 100 متر بارالمبي في التاريخ. عدل سميث إنجازه في بكين بفوزه بالميدالية الذهبية في سباق 200 متر للرجال T13 بزمن قياسي عالمي بلغ 21.05 ثانية.
في دورة الألعاب البارالمبية الصيفية 2016 فاز سميث بالميدالية الذهبية في نهائي 100 متر. سجل الأيرلندي 10.64 ثانية لينهي السباق متقدماً بفارق 0.14 ثانية على الناميبي يوهانس نامبالا.
في دورة الألعاب البارالمبية الصيفية 2020 فاز سميث مرة أخرى بالميدالية الذهبية في نهائي 100 متر. سجل 10.53 ثانية لينهي السباق متقدماً بفارق 0.01 ثانية على الجزائري اسكندر جميل عثماني.
في عام 2017، وصفه موقع اللجنة البارالمبية الدولية بأنه "أسرع رياضي بارالمبي في العالم". في عام 2015، وصفته بأنه "أسرع رياضي بارالمبي على الإطلاق"، بينما وصفته هيئة الإذاعة البريطانية (بي بي سي) بأنه "أسرع رياضي بارالمبي على الإطلاق في العالم" في عام 2016.
في ديسمبر 2023 إعلن عنه ضمن تشكيلة الموسم السابع من برنامج الرقص مع النجوم في أيرلندا. في يوم القديس باتريك 2024 وعلى الرغم من حصولهما على درجات منخفضة طوال المسابقة، إعلن عن سميث وشريكته في الرقص كارين بيرن كفائزين في العرض.

## الحياة الشخصية
جيسون من ايجلينتون. وهو عضو في كنيسة يسوع المسيح لقديسي الأيام الأخيرة.
عيين سميث عضوًا في وسام الإمبراطورية البريطانية (ام بي إي) في تكريمات العام الجديد 2022 لخدماته لألعاب القوى البارالمبية والمجتمع الرياضي في أيرلندا الشمالية.